# Liste der belgischen Botschafter in den Vereinigten Staaten

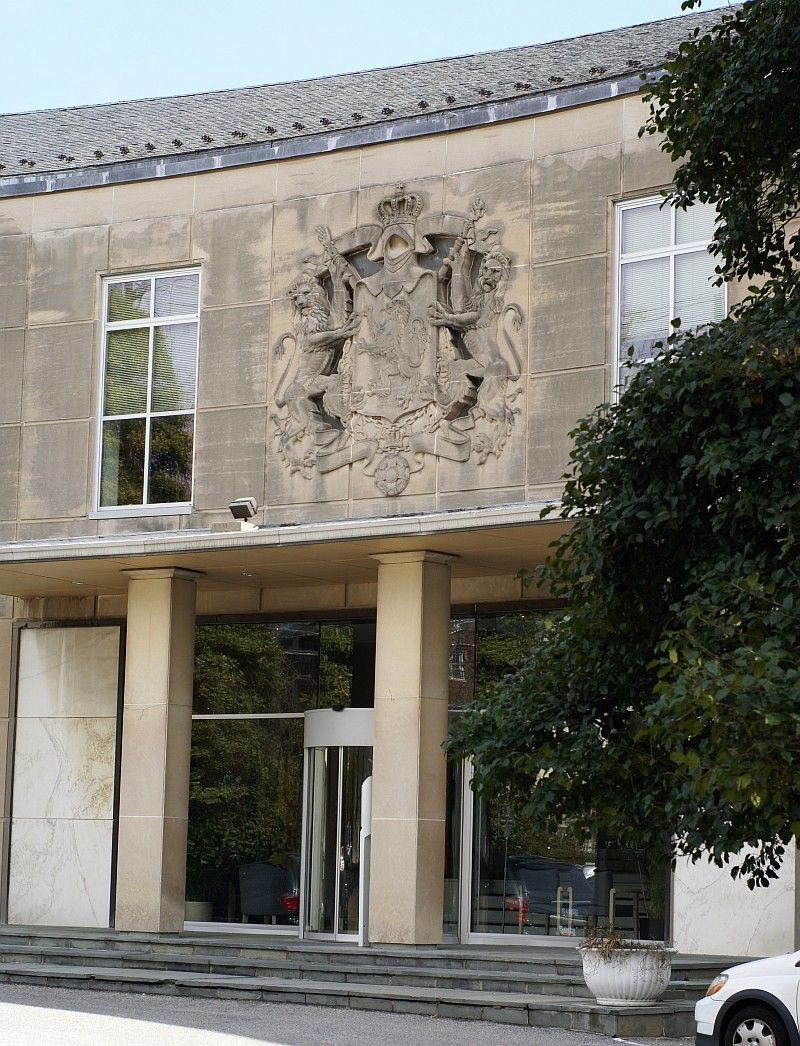
1877 befand sich die belgische Gesandtschaft in, 1714 Pennsylvania Avenue, heute ist die Adresse 3330 Garfield Street Northwest Washington, D.C.

Am 12. Mai 1920 wurde die belgische Auslandsvertretung in Washington, D.C. zur Botschaft aufgewertet.

## Missionschefs
| Ernennung     | Name                                           | Bemerkungen | ernannt von      | akkreditiert bei der Regierung | Abberufung    |
| ------------- | ---------------------------------------------- | --- | ---------------- | ------------------------------ | ------------- |
| 1833          | Francois Jean Desire de Behr                   | (* 1793; † 1869) | Leopold I.       | Andrew Jackson                 | 1837          |
| 22. Sep. 1838 | Charles Serruys                                | Charge d’Affaires negotiated the second treaty with the US His brother John was named by Samuel Haight in September 1842, to be US Consular | Leopold I.       | Martin Van Buren               | 9. März 1846  |
| 1844          | Gabriel Auguste van der Straten-Ponthoz        | | Leopold I.       | Martin Van Buren               | 1845          |
| 9. März 1846  | Napoleon Alcindor de Beaulieu                  | (* 21. Mai 1802; † 11. Oktober 1871), Minister-Resident                                                                                     | Leopold I.       | James K. Polk                  | 5. Aug. 1848  |
| 5. Aug. 1848  | Leonard Auguste Moxhet                         | Belgian Consul at New York, remained in charge of the Legation until the arrival of successor. Later awarded the Order of Leopold.          | Leopold I.       | James K. Polk                  | 5. Aug. 1848  |
| März 1850     | Henry Bosch Spencer                            | Charge d’Affaires | Leopold I.       | Millard Fillmore               | März 1850     |
| März 1850     | Adolph Travers Kieckhoefer                     | Kanzler der Gesandtschaft | Leopold I.       | Millard Fillmore               | 15. Apr. 1854 |
| 15. Apr. 1854 | Henry Solvyns                                  | Charge d’Affaires | Leopold I.       | Franklin Pierce                | 9. Aug. 1855  |
| 25. Aug. 1865 | Maurice Delfosse auch Maurice de la Fosse      | | Leopold I.       | Andrew Johnson                 |               |
| 1889          | Alfred Le Ghait                                | [ 2 ] | Leopold II.      | Benjamin Harrison              | 1897          |
| 1897          | Gontran de Lichtervelde                        | (* 1849; † 1905) | Leopold II.      | William McKinley               | 1899          |
| 1901          | Ludovic Moncheur                               | [ 3 ] | Leopold II.      | Theodore Roosevelt             | 1909          |
| 1909          | Conrad de Buisseret Steenbecque de Blarenghien | (* 1865; † 1927) | Albert I.        | William Howard Taft            | 1911          |
| 1911          | Emmanuel Havenith                              | | Albert I.        | William Howard Taft            | 1917          |
| 1917          | Emile de Cartier de Marchienne                 | (* 1871; † 1946) ab 1920 Botschafter | Albert I.        | Woodrow Wilson                 | 1927          |
| 1927          | Eugène II. de Ligne                            | Geschäftsträger | Albert I.        | Calvin Coolidge                | 1931          |
| 1931          | Paul May                                       | († 30. Juli 1934) | Albert I.        | Herbert Hoover                 | 1934          |
| 1935          | Robert van der Straten-Ponthoz                 | Bobby | Leopold III.     | Franklin D. Roosevelt          | 1945          |
| 1946          | Robert Silvercruys                             | | Karl von Belgien | Harry S. Truman                | 1959          |
| 1959          | Louis Scheyven                                 | | Baudouin I.      | Dwight D. Eisenhower           | 1969          |
| 1969          | Walter Loridan                                 | | Baudouin I.      | Richard Nixon                  | 1974          |
| 1974          | Willy Van Cauwenberg                           | | Baudouin I.      | Gerald Ford                    | 1979          |
| 1979          | Raoul Schoumaker                               | (* 13. April 1921 in Lescheret; † 21. September 2008 in Ébly in ebendieser Provinz Luxemburg)                                               | Baudouin I.      | Jimmy Carter                   | 1985          |
| 1986          | Herman Dehennin                                | 1978–1981: Botschafter in Tokio | Baudouin I.      | Ronald Reagan                  | 1991          |
| 1991          | Juan Cassiers                                  | | Baudouin I.      | George Bush                    | 1994          |
| 1994          | André Adam                                     | | Albert II.       | Bill Clinton                   | 1998          |
| 1998          | Alexis Reyn                                    | | Albert II.       | Bill Clinton                   | 2002          |
| 2002          | Franciskus Van Daele                           | | Albert II.       | George W. Bush                 | 2006          |
| 2007          | Dominique Struye de Swielande                  | | Albert II.       | George W. Bush                 | 2009          |
| 2009          | Jan Matthysen                                  | | Albert II.       | Barack Obama                   | 2014          |
| 2014          | Johan Verbeke                                  | | Philippe         | Barack Obama                   | 2016          |
| 2016          | Dirk Wouters                                   | | Philippe         | Barack Obama                   | 2020          |
| 2020          | Jean-Arthur Régibeau                           | | Philippe         | Donald Trump                   |               |